# Artëm Galunin
Artëm Aleksandrovič Galunin (in russo Артём Александрович Галунин?; Zavolž'e, 8 ottobre 1999) è un combinatista nordico russo.

## Biografia
Attivo in gare FIS dal gennaio del 2019, ha esordito in Coppa del Mondo il 12 gennaio 2020 in Val di Fiemme (9º), ai Campionati mondiali a Oberstdorf 2021, dove è stato 47º nel trampolino normale e 10º nella gara a squadre, e ai Giochi olimpici invernali a Pechino 2022, dove si è piazzato 39º nel trampolino normale e 42º nel trampolino lungo.